# Harodnia (obwód mohylewski)
Harodnia (biał. Гародня; ros. Городня) – wieś na Białorusi, w obwodzie mohylewskim, w rejonie mohylewskim, w sielsowiecie Kadzina, nad jeziorem zaporowym na Rudziei.
Harodnia leży przy drodze republikańskiej R122. W pobliżu znajduje się przystanek kolejowy Antonauka, położony na linii Mohylew – Krzyczew.
Wieś Horodnia ekonomii mohylewskiej w drugiej połowie XVII wieku. 